# Mercedes-Benz Actros
Mercedes-Benz Actros je kamion teškog transporta njemačkog proizvođača Mercedes-Benza koji se proizvodi od 1996. godine do danas. Namijenjen je transportu teškog tereta na velike udaljenosti. Ovisno o inačici, Actros pokreću V6 ili V8 dizelski motori s turbopunjačem.
O kvaliteti samog kamiona dovoljno govori sajam "Trailer 2011" u belgijskom gradu Kortrijku gdje je međunarodni žiri dodijelio nagradu Međunarodnog kamiona 2012. godine ("International Truck Of The Year 2012") četvrtoj generaciji kamiona Mercedes-Benz Actros. Automobilistički novinari iz 24 europske države specijalizirani za komercijalna vozila dodijelili su Actrosu ovu nagradu već četvrti put. Sve je počelo još 1997. godine s prvim Actrosom čiji su nasljednici ponovo zavrijedili ovu prestižnu nagradu 2004. i 2009. godine.

## Generacije

### Prva generacija (1996. - danas)
Tijekom 1990-ih, proizvođač Mercedes-Benz je odlučio zamijeniti stariji model SK. Tim potezom tvrtka je odlučila neutralizirati pad prodaje u segmentu teških kamiona. Tako je 1996. godine stvoren moderni Mercedes-Benz Actros s nizom tehničkih inovacija. Unatoč kritikama u medijima, Actros je ostvario dobru tržišnu prodaju ali ona je pala u sljedećih nekoliko godina.
Kamion je sadržavao niz tehničkih inovacija a neke od njih bile su:
- uvođenje u potpunosti elektronski kontroliranog pneumatskog kočionog sustava koji omogućuje veću učinkovitost, sigurnost i jednostavnost korištenja,
- Telligent sustav kočenja s disk kočnicama na prednjoj i stražnjoj osovini,
- CAN-sabirnica podataka koja skrbi za digitalnu razmjenu podataka između senzora, izvršnika i procesora te osigurava da više procesora može prerađivati informacije jednog senzora i odgovarajuće navoditi svoje izvršnike,[2]
- elektro-pneumatski sklop (EPS) na Telligent mjenjaču s novim mogućnostima prijenosa,
- novi motori iz serije OM 500 (dizelski V6 i V8 motori),
- nova stražnja osovina HL 8.

Actros je bio prvi kamion Mercedes-Benza koji je izrađen u uskoj suradnji između dizajnera i inženjera aerodinamike. U usporedbi sa starijim modelom SK, noviji Actros je za 17% imao manji otpor zraka.
Prva generacija kamiona bila je dostupna u tri modela, ovisno o veličini kabine. S kabina imala je vanjsku duljinu od 1,70 m a M kabina 1,95 m. Obje kabine imaju unutarnju visinu od 1,56 m. Najveća, L kabina, ima duljinu od 2,2 m te unutarnju visinu od 1,92 m.
2003. godine napravljen je vizualni redizajn Actrosa prve generacije. U tom razdoblju, kompanija je već prevladala probleme na prvom Actrosu a sam kamion je zadržao dobru tržišnu poziciju. Izvana je kamion izglađen a po prvi puta su postavljena prednja Bi-Xenon svjetla. Promjene su izvršene i u unutrašnjosti kamiona koja je proizvedena od kvalitetnijih materijala ali je zadržan osnovni oblik kabine.
Postojeći motori su dobili veću snagu dok su neke komponente razmještene. Tako su primjerice akumulator, spremnik komprimiranog zraka i sl. smješteni pokraj stražnje osovine čime se stvorio slobodni prostor na bočnim stranama kamiona, npr. za dodatni spremnik goriva.
31. ožujka 2008. predstavljeno je drugo redizajnirano izdanje Actrosa, odnosno Actros MP 3 (Modellprojekt 3). Njegova proizvodnja je započela u srpnju iste godine dok je javnosti prezentaran na njemačkom sajmu gospodarskih vozila (IAA) u Hannoveru koji se održavao od 25. rujna do 2. listopada 2008. Kamion je zadržao prethodne OM 541 (V6) i OM 542 (V8) motore.

### Druga generacija (2011. - danas)
Nakon 15 godina proizvodnje i preko 700.000 proizvedenih primjeraka, Actros prve generacije je dobio nasljednika. Poslije 2.600 sati provedenih u zračnom tunelu, s preko 20 milijuna odrađenih testnih kilometara po cijelom svijetu i 50 milijuna kilometara prijeđenih u real-life uvjetima na testnom stolu, novi Mercedesov dugoprugaš je preuzeo tron.
Druga generacija Actrosa počela se proizvoditi 2011. godine te predstavlja ukupno četvrto izdanje ovog kamiona odnosno Actros MP 4 (Modellprojekt 4). Mercedes-Benz je 15. travnja 2011. najavio da će 1. srpnja iste godine pustiti ovaj kamion u prodaju. Actros je predstavljen 21. lipnja 2011. na sajmu u Bruxellesu pred više od 500 međunarodnih novinara. Kamion je domaćem tržištu predstavljen u srpnju na 26. Truck Grand-Prixu u Nürburgringu kao i sajmu gospodarskih vozila (IAA) u Hannoveru.
Upravo je taj model Mercedes-Benzu na sajmu "Trailer 2011" u belgijskom Kortrijku donio nagradu za Međunarodni kamion 2012. godine. To je za proizvođača već četvrta nagrada, nakon 1997., 2004. i 2009.
S novim modelom stiže GigaSpace kabina s 11,6 kubnih metara prostora koja ostvaruje rekord u prostranosti među teškašima na europskom kontinentu, međutim ono još zanimljivije uočljivo je iz samih novih širina kabina. Tako će novi Actros pokrivati i dio lepeze modela Axor pošto će se MP4 nuditi u dvije izvedbe širine kabine: 230 i 250 cm, dok će se dužina kod svih izvedbi iskorištavati najviše i to do punih 2,3 metra, uz ukupno četiri visinske izvedbe.
Novi Actros dolazi sa sedam verzija kabina od kojih čak pet imaju ravnu podnicu te s konceptom odvojenog radnog i životnog prostora. Potpuno novi okvir omogućuje precizniju i lakšu vožnju a novi kokpit omogućuje potpunu relaksaciju svojim ergonomskim dizajnom. Širina kabine je između 2,3 i 2,5 m uz maksimalnu dužinu od 2,3 m.
Što se motora tiče, ispod kabine novog Actrosa nalaze se novi OM 936 (7,7 l), OM 470 (10,7 l) i OM 471 (12,8 l) motori koji ostvaruju Euro 5 i 6 kvalitetu ispuha i još ekonomičnije rezultate potrošnje goriva.
Novi Actros postavio je nove rekorde u sedmodnevnom putu od 10.000 km između Rotterdama i Szczecina. U usporedbi s prethodnim Actros modelima, njemačka DEKRA je utvrdila da novi Actros 1845 Euro V ostvaruje uštedu u potrošnji od 7,6%. Novi Actros 1845 Euro VI postigao je impresivan rezultat od 4,5% uštede. Tome je dao doprinos BlueEFFICIENCY Power koji obuhvaća tehnologije koje smanjuju gorivo/CO2 - kao što su BlueTEC® koja uključuje optimizirane mjere za potrošnju u novom Actrosu, kao i niz usluga koje pomažu da se dodatno smanji potrošnja dizela.

## Vojne inačice
Mercedes-Benz je razvio vojni oklopni kamion Actros Armoured Heavy Support Vehicle System (AHSVS) temeljen na platformi civilnog Actrosa. Oklopljenu kabinu je proizvela južnoafrička tvrtka Land Mobility Technologies u suradnji s danskom tvrtkom Composhield. Kanadska vojska je 2007. godine naručila ove kamione te danas raspolaže s 97 AHSVS teretnih vozila.
Singapur je za potrebe vlastite vojske nabavio Mercedes-Benz Actros koji služi potrebama logističke podrške (transport teškog tereta) dok je na neke kamione postavljen protuzračni sustav SPYDER.

## Motori
| Model kamiona                               | Br. cilindara                               | Model motora                                | Zapremina motora                            | Snaga motora                                | Okretni moment                              | Euro standard ispuha                        |
| Mercedes-Benz Actros MP 1 (Modellprojekt 1) | Mercedes-Benz Actros MP 1 (Modellprojekt 1) | Mercedes-Benz Actros MP 1 (Modellprojekt 1) | Mercedes-Benz Actros MP 1 (Modellprojekt 1) | Mercedes-Benz Actros MP 1 (Modellprojekt 1) | Mercedes-Benz Actros MP 1 (Modellprojekt 1) | Mercedes-Benz Actros MP 1 (Modellprojekt 1) |
| ------------------------------------------- | ------------------------------------------- | ------------------------------------------- | ------------------------------------------- | ------------------------------------------- | ------------------------------------------- | ------------------------------------------- |
| 1831                                        | V6                                          | Mercedes-Benz OM 501                        | 11,95 l                                     | 230 kW (313 KS) pri 1800 okr./min.          | 1530 Nm pri 1080 okr./min.                  | EU 2, EU 3                                  |
| 1835                                        | V6                                          | Mercedes-Benz OM 501                        | 11,95 l                                     | 260 kW (354 KS) pri 1800 okr./min.          | 1730 Nm pri 1080 okr./min.                  | EU 2, EU 3                                  |
| 1840                                        | V6                                          | Mercedes-Benz OM 501                        | 11,95 l                                     | 290 kW (394 KS) pri 1800 okr./min.          | 1850 Nm pri 1080 okr./min.                  | EU 2, EU 3                                  |
| 1843                                        | V6                                          | Mercedes-Benz OM 501                        | 11,95 l                                     | 315 kW (428 KS) pri 1800 okr./min.          | 2000 Nm pri 1080 okr./min.                  | EU 2, EU 3                                  |
| 1846                                        | V6                                          | Mercedes-Benz OM 501                        | 11,95 l                                     | 335 kW (456 KS) pri 1800 okr./min.          | 2200 Nm pri 1080 okr./min.                  | EU 2, EU 3                                  |
| 1848                                        | V8                                          | Mercedes-Benz OM 502                        | 15,9 l                                      | 350 kW (476 KS) pri 1800 okr./min.          | 2300 Nm pri 1080 okr./min.                  | EU 2, EU 3                                  |
| 1853                                        | V8                                          | Mercedes-Benz OM 502                        | 15,9 l                                      | 390 kW (530 KS) pri 1800 okr./min.          | 2400 Nm pri 1080 okr./min.                  | EU 2, EU 3                                  |
| 1857                                        | V8                                          | Mercedes-Benz OM 502                        | 15,9 l                                      | 420 kW (571 KS) pri 1800 okr./min.          | 2700 Nm pri 1080 okr./min.                  | EU 2, EU 3                                  |
| Mercedes-Benz Actros MP 2 (Modellprojekt 2) |                                             |                                             |                                             |                                             |                                             |                                             |
| 1832                                        | V6                                          | Mercedes-Benz OM 501                        | 11,95 l                                     | 235 kW (320 KS) pri 1800 okr./min.          | 1650 Nm pri 1080 okr./min.                  | EU 3                                        |
| 1836                                        | V6                                          | Mercedes-Benz OM 501                        | 11,95 l                                     | 265 kW (360 KS) pri 1800 okr./min.          | 1850 Nm pri 1080 okr./min.                  | EU 3                                        |
| 1841                                        | V6                                          | Mercedes-Benz OM 501                        | 11,95 l                                     | 300 kW (408 KS) pri 1800 okr./min.          | 2000 Nm pri 1080 okr./min.                  | EU 3                                        |
| 1844                                        | V6                                          | Mercedes-Benz OM 501                        | 11,95 l                                     | 320 kW (435 KS) pri 1800 okr./min.          | 2100 Nm pri 1080 okr./min.                  | EU 3                                        |
| 1846                                        | V6                                          | Mercedes-Benz OM 501                        | 11,95 l                                     | 335 kW (456 KS) pri 1800 okr./min.          | 2200 Nm pri 1080 okr./min.                  | EU 3                                        |
| 1850                                        | V8                                          | Mercedes-Benz OM 502                        | 15,9 l                                      | 370 kW (503 KS) pri 1800 okr./min.          | 2400 Nm pri 1080 okr./min.                  | EU 3                                        |
| 1854                                        | V8                                          | Mercedes-Benz OM 502                        | 15,9 l                                      | 395 kW (537 KS) pri 1800 okr./min.          | 2500 Nm pri 1080 okr./min.                  | EU 3                                        |
| 1858                                        | V8                                          | Mercedes-Benz OM 502                        | 15,9 l                                      | 425 kW (578 KS) pri 1800 okr./min.          | 2700 Nm pri 1080 okr./min.                  | EU 3                                        |
| 1861                                        | V8                                          | Mercedes-Benz OM 502                        | 15,9 l                                      | 450 kW (612 KS) pri 1800 okr./min.          | 2800 Nm pri 1080 okr./min.                  | EU 3                                        |
| Mercedes-Benz Actros MP 3 (Modellprojekt 3) |                                             |                                             |                                             |                                             |                                             |                                             |
| 1832                                        | V6                                          | Mercedes-Benz OM 541                        | 11,95 l                                     | 235 kW (320 KS) pri 1800 okr./min.          | 1650 Nm pri 1080 okr./min.                  | EU 4, EU 5                                  |
| 1836                                        | V6                                          | Mercedes-Benz OM 541                        | 11,95 l                                     | 265 kW (360 KS) pri 1800 okr./min.          | 1850 Nm pri 1080 okr./min.                  | EU 4, EU 5                                  |
| 1841                                        | V6                                          | Mercedes-Benz OM 541                        | 11,95 l                                     | 300 kW (408 KS) pri 1800 okr./min.          | 2000 Nm pri 1080 okr./min.                  | EU 4, EU 5                                  |
| 1844                                        | V6                                          | Mercedes-Benz OM 541                        | 11,95 l                                     | 320 kW (435 KS) pri 1800 okr./min.          | 2100 Nm pri 1080 okr./min.                  | EU 4, EU 5                                  |
| 1846                                        | V6                                          | Mercedes-Benz OM 541                        | 11,95 l                                     | 335 kW (456 KS) pri 1800 okr./min.          | 2200 Nm pri 1080 okr./min.                  | EU 4, EU 5                                  |
| 1848                                        | V6                                          | Mercedes-Benz OM 541                        | 11,95 l                                     | 350 kW (476 KS) pri 1800 okr./min.          | 2300 Nm pri 1080 okr./min.                  | EU 4, EU 5                                  |
| 1851                                        | V8                                          | Mercedes-Benz OM 542                        | 15,9 l                                      | 375 kW (510 KS) pri 1800 okr./min.          | 2400 Nm pri 1080 okr./min.                  | EU 4, EU 5                                  |
| 1855                                        | V8                                          | Mercedes-Benz OM 542                        | 15,9 l                                      | 405 kW (551 KS) pri 1800 okr./min.          | 2600 Nm pri 1080 okr./min.                  | EU 4, EU 5                                  |
| 1860                                        | V8                                          | Mercedes-Benz OM 542                        | 15,9 l                                      | 440 kW (598 KS) pri 1800 okr./min.          | 2800 Nm pri 1080 okr./min.                  | EU 4, EU 5                                  |
| 1865                                        | V8                                          | Mercedes-Benz OM 542                        | 15,9 l                                      | 480 kW (653 KS) pri 1800 okr./min.          | 3000 Nm pri 1080 okr./min.                  | EU 4, EU 5                                  |
| Mercedes-Benz Actros MP 4 (Modellprojekt 4) |                                             |                                             |                                             |                                             |                                             |                                             |
| 1824                                        | 6                                           | Mercedes-Benz OM 936                        | 7,7 l                                       | 175 kW (238 KS) pri 2200 okr./min.          | 1000 Nm pri 1200 - 1600 okr./min.           | EU 6                                        |
| 1827                                        | 6                                           | Mercedes-Benz OM 936                        | 7,7 l                                       | 200 kW (272 KS) pri 2200 okr./min.          | 1100 Nm pri 1200 - 1600 okr./min.           | EU 6                                        |
| 1830                                        | 6                                           | Mercedes-Benz OM 936                        | 7,7 l                                       | 220 kW (299 KS) pri 2200 okr./min.          | 1200 Nm pri 1200 - 1600 okr./min.           | EU 6                                        |
| 1832                                        | 6                                           | Mercedes-Benz OM 936                        | 7,7 l                                       | 235 kW (320 KS) pri 2200 okr./min.          | 1300 Nm pri 1200 - 1600 okr./min.           | EU 6                                        |
| 1835                                        | 6                                           | Mercedes-Benz OM 936                        | 7,7 l                                       | 260 kW (354 KS) pri 2200 okr./min.          | 1400 Nm pri 1200 - 1600 okr./min.           | EU 6                                        |
| 1833                                        | 6                                           | Mercedes-Benz OM 470                        | 10,7 l                                      | 240 kW (326 KS) pri 1800 okr./min.          | 1700 Nm pri 1100 okr./min.                  | EU 6                                        |
| 1836                                        | 6                                           | Mercedes-Benz OM 470                        | 10,7 l                                      | 265 kW (360 KS) pri 1800 okr./min.          | 1800 Nm pri 1100 okr./min.                  | EU 6                                        |
| 1839                                        | 6                                           | Mercedes-Benz OM 470                        | 10,7 l                                      | 290 kW (394 KS) pri 1800 okr./min.          | 1900 Nm pri 1100 okr./min.                  | EU 6                                        |
| 1843                                        | 6                                           | Mercedes-Benz OM 470                        | 10,7 l                                      | 315 kW (428 KS) pri 1800 okr./min.          | 2100 Nm pri 1100 okr./min.                  | EU 6                                        |
| 1842                                        | 6                                           | Mercedes-Benz OM 471                        | 12,8 l                                      | 310 kW (421 KS) pri 1800 okr./min.          | 2100 Nm pri 1100 okr./min.                  | EU 5, EEV, EU 6                             |
| 1845                                        | 6                                           | Mercedes-Benz OM 471                        | 12,8 l                                      | 330 kW (449 KS) pri 1800 okr./min.          | 2200 Nm pri 1100 okr./min.                  | EU 5, EEV, EU 6                             |
| 1848                                        | 6                                           | Mercedes-Benz OM 471                        | 12,8 l                                      | 350 kW (476 KS) pri 1800 okr./min.          | 2300 Nm pri 1100 okr./min.                  | EU 6                                        |
| 1851                                        | 6                                           | Mercedes-Benz OM 471                        | 12,8 l                                      | 375 kW (510 KS) pri 1800 okr./min.          | 2500 Nm pri 1100 okr./min.                  | EU 5, EEV, EU 6                             |

## Galerija slika
- Prikoličar Mercedes-Benz Actros 1843 L (prva generacija).
- Tegljač Mercedes-Benz Actros 1843 (druga generacija).
- Model Mercedes-Benz Actros 1860 LS (treća generacija).
- Tegljač Mercedes-Benz Actros 1845 (četvrta generacija).
- Vojni oklopni kamion Actros Armoured Heavy Support Vehicle System (AHSVS).

## Vanjske poveznice
- Informacije o kamionu na web stranicama proizvođača  Arhivirana inačica izvorne stranice od 23. rujna 2013. (Wayback Machine)